# 사우디아라비아의 종교
사우디아라비아의 국교는 이슬람교이다.

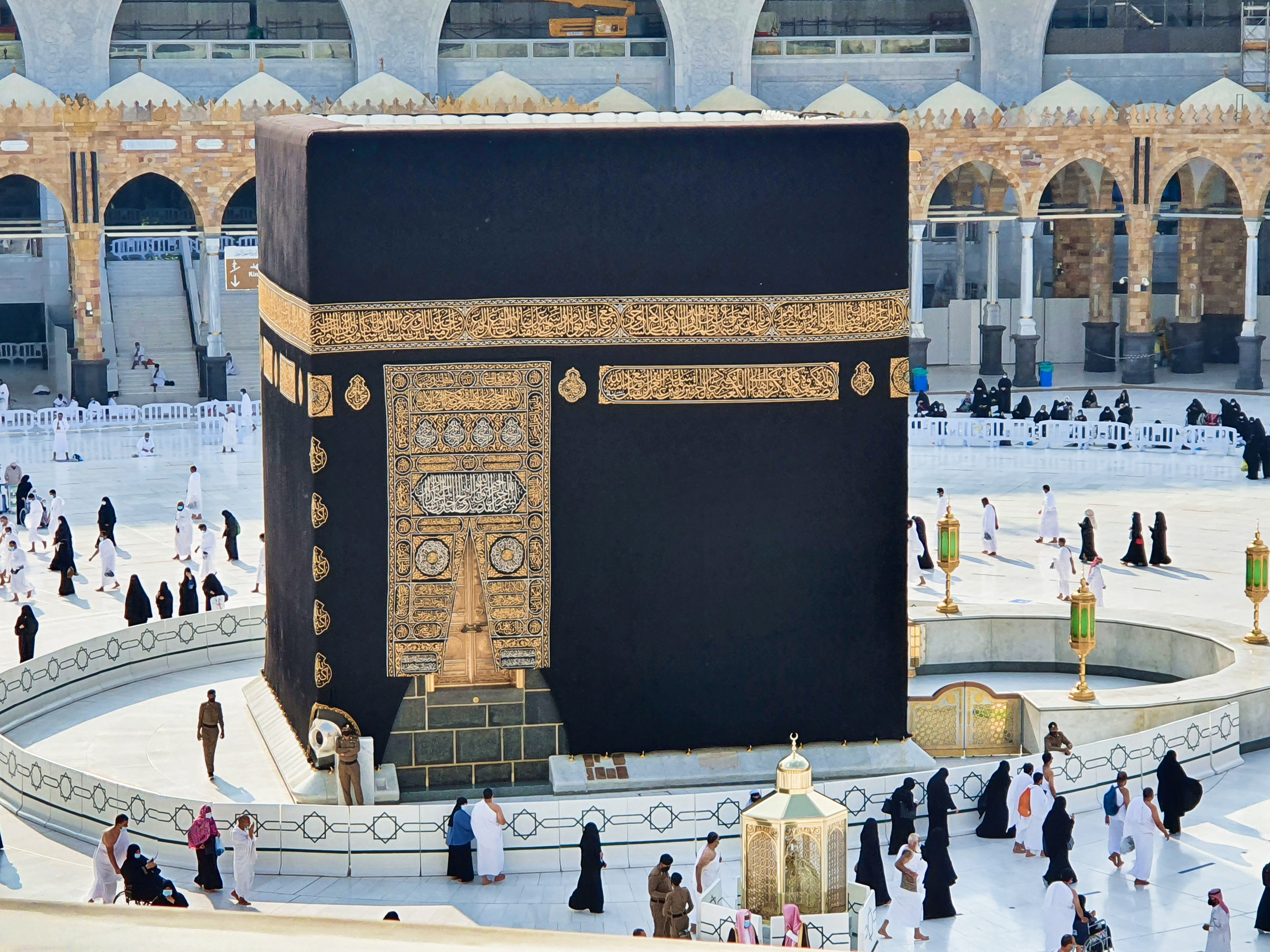
메카의 카바는 사우디아라비아의 국교인 이슬람교의 성지이다.

사우디아라비아 거주 인구의 대략 3분의 2가 이슬람교도이고 사우디아라비아의 기본법에서는 이슬람교를 수호하는 것이 모든 시민권자들의 임무라고 명시하고 있다. 사우디아라비아 국적을 얻으려는 대부분의 비이슬람교 신자 외국인은 이슬람교로 개종해야만 한다. 한발파가 사우디아라비아의 수니파 이슬람교 공식 종파이고 법률과 교육에서 적용된다.
2022년, 사우디아라비아의 법률은 비이슬람교 신자의 전도 행위와 마찬가지로, 무신론의 전파 행위를 금지하고 있다.

## 종교의 자유

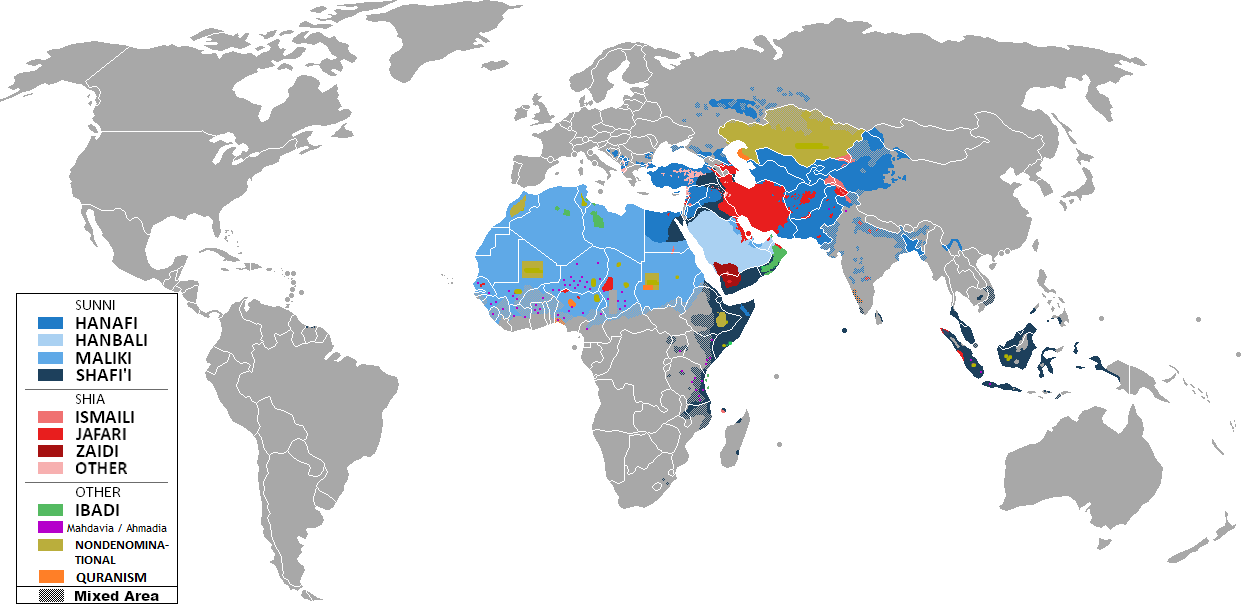
사우디아라비아는 대부분이 밝은 파란색 (수니파의 한발파)으로 칠해져 있다.

사우디아라비아는 이슬람교 신정 국가이다. 소수 종교들은 공공연하게 자신들의 종교를 따를 권한을 갖고 있지 않다. 이슬람교에서 다른 종교로 개종은 배교 행위로 사형에 쳐할 수 있다. 성서, 바가바드 기타, 토라, 아흐마드파 서적 등 비이슬람교 종교 물건을 배포하는 것을 포함해 비이슬람교인들의 전도 행위는 불법이다. 2014년 말에, 사우디아라비아로 이슬람교 외에 다른 종교들에 대한 치우친 사상을 담은 출판물 (비이슬람교 종교 서적을 포함하는 것으로 여겨짐)을 가져오는 자들에게 사형을 구하는 법률이 반포되었다.
미국국제종교자유위원회 (USCIRF)의 2019년 연례 보고서에서 사우디아라비아는 [종교적 자유에 대한] '체계적이고, 현재 진행 중이며, 지독한' 박해 행위에 관여하거나 용인하고 있기에 '특별한 관심의 국가들' 16개 중 한 곳으로 여겨지고 있다라고 언급되었다. 이 상태는 2022년에도 이어졌다.
2023년에, 사우디아라비아는 종교의 자유에 있어 4점 중 0점을 기록하였다. 같은 해에, 기독교인들에게 최악의 장소로 13위에 올랐다.

## 종교 집단

### 이슬람교

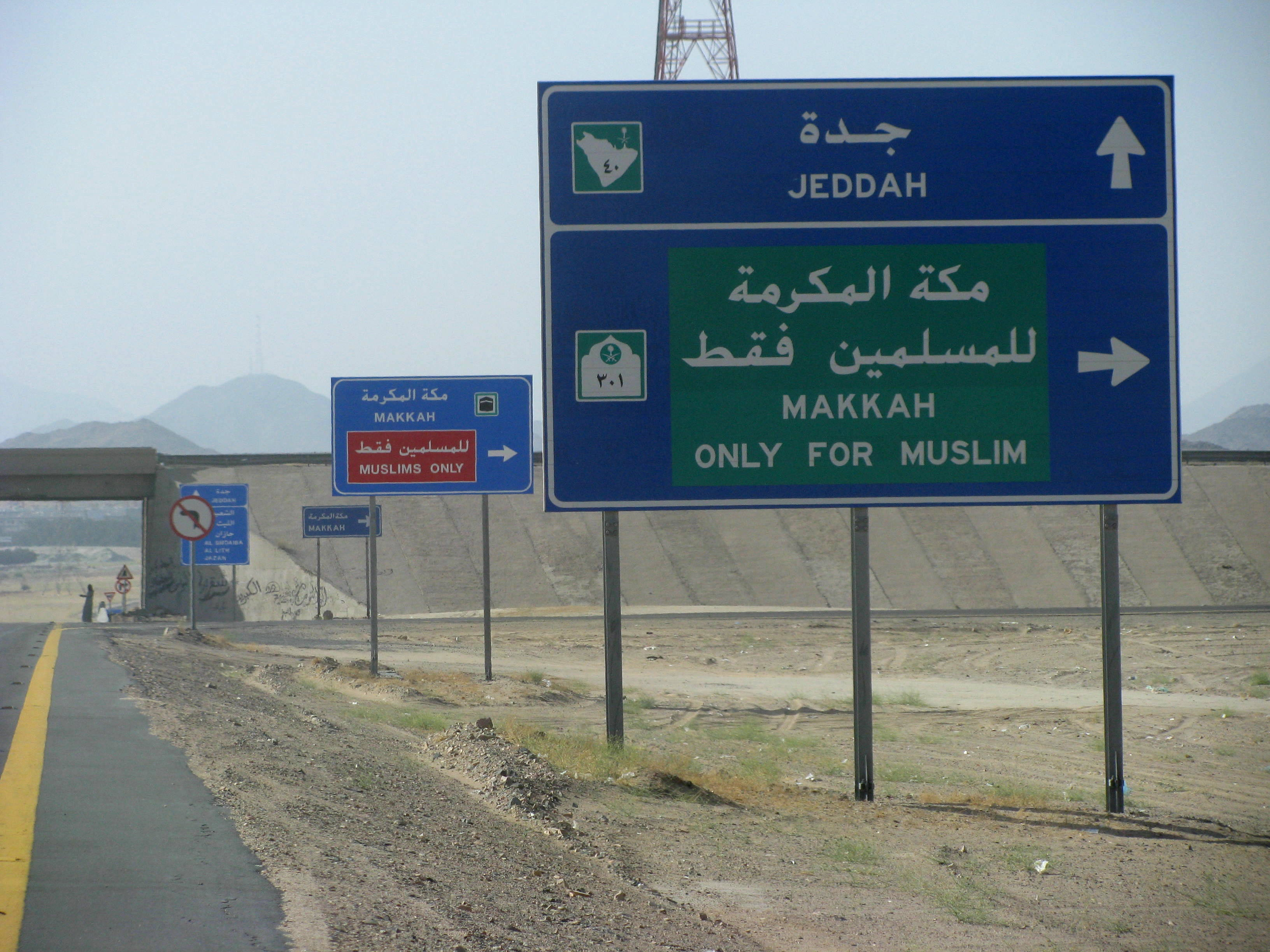
비이슬람교 신자들은 성지 메카와 메디나의 일부 출입이 금지되어 있다.

사우디아라비아의 공식적인 이슬람교 형태는 살라프파 성향의 한발리파를 따르는 수니파이다. 공식 통계 자료에 따르면, 2020년에 사우디아라비아 시민권자 85-90%가 수니파 무슬림이고, 10-12%가 시아파이었다. 사우디아라비아 인구의 30% 이상이 외국인 노동자들로 이뤄져 있으며 이들의 종교는 이슬람교가 지배적이긴 하나 모두가 무슬림인 것은 아니었다. 이슬람교의 두 성지인 메카와 메디나가 사우디아라비아에 위치해 있다. 많은 이유로, 비이슬람교 신자들은 이 성지들의 출입이 허용되지 않고 있으며, 그럼에도 일부 서구의 이슬람교 신자들은 무슬림으로 위장해 출입한 바가 있었다.

### 비이슬람교 신자
2022년, 사우디의 전체 인구는 대략 3,500만 명이었는데 이 중에 3분의 1이 넘는 자들이 외국인 노동자들이라 추측되었다. 비자를 신청한 외국인 노동자들은 사적으로 자신의 종교 예배를 하고 개인의 종교 물품을 소지할 수 있는 권리가 있다고 전해들었으나, 사우디아라비아의 법적 체계에서 종교의 자유가 존재하지 않으며, 비수니파인들이 종교 문제로 체포되어 유죄를 받았다는 보도들이 존재한다.
휴먼 라이츠 워치에 따르면, 시아파 소수 집단이 사우디아라비아 정부로부터 교육, 사법 체계, 그리고 특히 종교의 자유에 있어서 체계적인 차별에 놓여 있다고 한다. 시아파는 또한 교용에서도 차별을 받고 있으며 아슈라 같은 시아파 축제의 공공 장소에서 기념하는 행위 및 공동 숭배소에 시아파가 들어가는 등에 제한이 가해져 있다.
이슬람교 외의 다른 신앙이 공공연하게 따르는 것이 허용되지 않기에 사우디아라비아 내에 교회, 시나고그, 사원, 구루드와라, 또는 비이슬람교의 숭배소 등이 존재하는 게 허용되지 않았는데 그럼에도 2022년에 기독교인, 힌두교인, 불교인, 시크교인 등 거의 300만 명이 존재했다. 외국인 노동자들은 크리스마스나 부활절을 기념하는 것이 허용되지 않고 개인적인 기도회도 불가하며, 전해진 바에 의하면 사우디의 종교 경찰이 정기적으로 기독교인들의 거처를 탐문한다고 한다. 2007년에, 휴먼 라이츠 워치는 압둘라 빈 압둘아지즈 알사우드 국왕에게 아흐마드파를 따르는 외국인들을 한 데 모아 추방하는 행동을 멈춰달라 요청했었다.

비이슬람교도의 개종 권유는 불법이고 이슬람교도가 다른 종교로 개종 (배교)하게 되면 사형에 처해지는데, 그럼에도 배교로 인한 처형에 대해 확인된 보고서는 존재하지 않았다. 종교의 불평등은 법원에서 배상 판결까지 이어진다. 책임이 확정되면, 무슬림은 확정된 보상 금액의 전액을 받고, 유대인이나 기독교인은 그의 절반, 그 외 종교인들은 16분의 1을 받는다.
 고전 아랍의 역사가들은 서력으로 641년에 해당하는, 헤지라 (무함마드가 메카에서 메디나로 떠난 시기) 이후 20년 뒤에 무함마드가 임종 자리에서 "아라비아에 두 종교가 있게 두지 말라"라는 명을 따르기 위해 칼리프 우마르가 유대인들과 기독교인들은 아라비아에서 떠나야 한다라는 칙령을 반포하였다. 이 발언의 발단은 북쪽 카이바르 오아시스의 유대인들과 남쪽 나지란의 기독교인들이었다.
[하디스]가 실제 가르침이라고 받아들여졌고, 우마르는 이를 실제로 실행하였다. 유럽의 추방 사례와 비교했을 때, 우마르의 칙령은 제한성을 띠었고 보상적이기도 했다. 이 칙령에는 아라비아 남쪽과 남동쪽은 포함되지 않았는데, 이 지역들은 이슬람교의 성지의 일부로 여겨지지 않았기 때문이었다. ... 아라비아의 유대인과 기독교인 들은 자신들에게 할당된 땅 (유대인들에게는 시리아, 기독교인들에게는 이라크)에 재정착되었다. 이 과정은 또한 갑작스럽기보다는 점진적이었으며, 우마르의 포고 이후로 가끔 카이바르와 나지란에 잔류하고 있는 유대인과 기독교인 등에 대한 기록물도 존재한다.

하지만 이 칙령은 최후의 성격임과 동시에 철회되지도 않았기에, 현재까지도 성지 헤자즈는 비이슬람교 신자들에게는 금지된 지역이다. 사우디아라비아인들과 국가 포고문 모두에서 받아들여지고 있는 한발리파의 이슬람교 법률에 따르면, 비이슬람교 신자가 신성한 토양에 발을 올리는 것조차도 중대한 범죄이다. 헤자즈를 제외한 사우디 영토에서, 비이슬람교도들, 동시에 임시 방문객들은 거주지를 짓거나 자신들의 종교를 따르는 것이 허용되지 않고 있다.
사우디아라비아는 비이슬람교 신자가 노동을 위해 사우디아라비아에 거주하는 것은 허용하나, 이들은 공공연하게 자신들의 종교를 따를 수는 없다. 영국 정부에 따르면 다음과 같다:
이슬람교 외의 어떠한 형태의 다른 종교들에 대한 공공적인 예배는 다른 이들을 개종시키려는 의도가 있어 불법이다. 하지만 사우디아라비아 정부 당국은 이슬람교 이외 종교의 개인적인 예배 행위는 용인하고 있으며, 개인적 용도로 사용할 목적이면 종교 서적을 반입할 수 있다. 종교 서적을 대량으로 들여오는 행위는 심각한 처벌에 놓일 수 있다.

#### 기독교
사우디아라비아의 기독교인들의 수 추정치는 1,500,000명에서 2,100,000명 범위이다. 이슬람교에서 개종하는 것은 불법이기에, 사우디 당국의 공식 입장은 자국 내 모든 기독교인들은 외국인 노동자라는 것이다.
기독교인들은 사우디 당국에 의한 종교적 박해에 관하여 불만을 토로하고 있다. 2012년 12월에 있었던 한 경우에 따르면, 지다에서 근무하던 에티오피아 기독교인 35명 (남성 여섯에 여성 29명으로 일주일에 한 번 복음을 위한 기도회를 가졌었다)이 사적인 기도 모임을 가졌다는 혐의로 사우디 종교경찰에 의해 체포되어 구금되었다고 한다. 공식적인 기소 혐의는 사우디아라비아 내에서 비친척 관계의 사람들에게는 범죄에 해당하는 '이성끼리 어울려 있다'는 것이었는데 피고인들은 자신들이 기독교인으로서 예배를 들렸기 때문에 체포된 것이라 불만을 토로했다. 2006년 'Asia News'의 한 보도에서 "사우디아라비아 내 로마가톨릭교도가 최소한 백만 명이 있다."라고 했다. 이 기독교인들은 "사목 행위가 받아들여지지 않고 있으며 ... 거의 십만 명에 이르는 이들 자녀들에 대한 교리문답도 금지되어 있다"라고 하였다. 2006년에는 미사를 열었다는 혐의로 한 가톨릭 사제가 체포되었다고 보도되었다. "George [Joshua] 신부는 개인 주택에서 미사를 올렸을 뿐이었는데 종교 경찰 일곱 명이 일반 경찰 두 명과 대동하여 침입했다고 한다. 경찰은 이 신부와 또 다른 사람을 체포하였다."
'이코노미스트'의 중동판 편집자 니콜러스 펠럼에 따르면, 사우디아라비아 내에는 '아마 중동에서 가장 크고 빠르게 성장 중인 기독교 공동체'가 있을 것이고 메카와 메디나에 기독교인들이 금지되어 있는 등의 엄격한 종교법이 항상 이뤄지고 있는 것은 아니라 했다:
기독교인들이 공공연하게 예배를 들이는 것이 금지되었음에도, 외국인 구역에서 매주 열리는 기도 목적의 집회는 수백 개에 이를 수 있다.
2018년에, 사우디의 종교 경찰이 공공 또는 사적으로 자국 내 어디서든 열리는 기독교인들의 종교 활동을 강제로 금지하는 것을 멈추었다는 보도가 있었으며, 최초로, '기록상에 남은 기독교 활동'이 공개적으로 시행되었다. 때때로 2018년 12월 1일 이전에도, 콥트교의 미사가 슈브라 엘 케이마의 콥트 주교 아바 모르코스가 사우디를 방문했던 기간 그의 집회 하에 리야드에서 이뤄지기도 했다.
아바 모르코스는 본래 2018년 3월 무함마드 빈 살만 왕세자를 통해 사우디아라비아에 초청된 것이었다.

#### 힌두교
2001년 기준, 사우디아라비아 내 인도 국적자 1,500,000명이 있다고 추측되었으며, 이들은 대부분이 무슬림들이지만, 일부는 힌두교도이다. 2022년, 추정 상 힌두교인 708,000명이 있었다.

### 무교
신에 대한 불신은 사우디에서 중대 범죄이다. 전통적으로, 영향력 있는 보수 성직자들은 신이 존재하지 않는다는 믿음을 주장하는 이들에게 '무신론자'라는 딱지를 사용하지 않고 "자신들의 이슬람교 서적에 대한 해석에 의문을 품거나 [[와하비즘]으로 알려진 지배적인 이슬람교 종파에 대한 의문을 표하는 자들에게 사용해오고 있다". 이에 따라 유죄를 선고받은 자들 (그렇지만 실제로는 미집행)은 다음과 같다:
- 함자 카슈가리 : "그 어떠한 것도 그가 신에 대한 믿음을 갖고 있다고 나타낸 것은 없다"라고 무함마드에 대하여 다소 색다른 의견을 트위터에 계시하고 나서 20달간 구금되었다.[33]
- 라이프 바다위 (웹사이트 Free Saudi Liberals의 편집자) : 홈페이지와 텔레비전에서 이슬람교를 모욕했다는 혐의를 받고 태형 1,000회, 구금 10년형, 벌금 100만 리알 (2023년 기준 대략 3억 7,000만원)의 벌금형을 받았다. 2013년 최초 선고는 구금 7년과 태형 600회였으나, 항소를 하면서 바뀌었다.[34][35]

2014년 2월 / 3월, 새로운 반테러 관련 법률들이 연속해서 공포되었다. 해당 법 제1조는 또한 무신론과 종교적 거부 의견을 같이 보아 "어떤 형태로든 무신론적 사고를 요구하거나 이 나라의 기반이 되는 이슬람 종교의 근본에 의문을 제기하는 것"을 불법화했다.
알후라, 사우레스(Saurress) 등의 언론사들 그리고 미국의 업무 관리 컨설팅 업체 갤럽 등 '입증되지 않았지만, 지속적인' 증거에 따르면, 2010년경 어느 시기 이래로, 사우디 내 무신론자들의 수가 증가하고 있다고 한다.
사우디 종교경찰국에 의해 설치된 위원회의 보고에 따르면, 한 해에 포르노 홈페이지 관련 불만 사항이 9,341건을 넘겼다고 하였으며, 또한 무신론 및 종교에 관한 잘못된 정보를 촉진하는 홈페이지에 대한 보고 2,734건이 넘는 건들을 접수했다고 하였다. 사우디의 정부 당국 관계자는 같은 해에 '무신론적' 성격으로 여겨지는 의견을 옹호하는 850건의 홈페이지 및 소셜 미디어 등을 16달간 차단시켰다고 밝혔다.